# 에스타시온센트랄
에스타시온센트랄(스페인어: Estación Central)는 칠레 산티아고 수도주 산티아고 현의 코무나이다.